# Бруно Армираил
Бруно Армираил (фр. Bruno Armirail; 11. април 1994) француски је професионални бициклиста који тренутно вози за UCI ворлд тур тим Декатлон АГ2Р ла мондијал. Три пута је освојио првенство Француске у вожњи на хронометар.
Каријеру је почео 2015. године, а 2019. је возио своју прву гранд тур трку — Вуелта а Еспању. Године 2021. возио је Тур де Франс по први пут, а 2022. је освојио првенство Француске у вожњи на хронометар, што му је била прва побједа у каријери.
Године 2023. возио је Ђиро д’Италију по први пут, гдје је на етапи 14 преузео розе мајицу након што је у бијегу надокнадио 18 и по минута заостатка, поставши први француски возач у 21. вијеку који је носио розе мајицу на Ђиру. Мајицу је изгубио на етапи 16. када је преузео Герент Томас, а Ђиро је завршио на 16 мјесту у генералном пласману.